# Ровеньки (село)
Ровеньки́ — село в Україні, у П'ятихатській міській громаді Кам'янського району Дніпропетровської області. Населення становить 33 особи.

## Географія
Село Ровеньки примикає до села Григорівка. В межах села протікає висихний струмок з загатою.

## Населення

### Мова
Розподіл населення за рідною мовою за даними перепису 2001 року:
| Мова       | Відсоток |
| ---------- | -------- |
| українська | 100 %    |